# Manvieux
Manvieux település Franciaországban, Calvados megyében. Lakosainak száma 136 fő (2022. január 1.). Manvieux Longues-sur-Mer, Magny-en-Bessin és Tracy-sur-Mer községekkel határos.

## Népesség
A település népessége az elmúlt években az alábbi módon változott:
| Lakosok száma | 79   | 53   | 82   | 112  | 127  | 131  | 131  | 132  | 139  | 136  |
|               | 1968 | 1982 | 1990 | 2006 | 2013 | 2015 | 2017 | 2019 | 2020 | 2022 |